# Back Again (Nitro)
Back Again è un singolo del rapper italiano Nitro, pubblicato il 12 luglio 2013 come unico estratto dal primo album in studio Danger.

## La canzone
Prodotto da DJ Shocca, il singolo può essere considerato il sequel del brano We Takin' It Back, contenuto nell'album Machete Mixtape Vol II della Machete Empire Records. Nitro lo ha quantificato come un pezzo leggero rispetto alle altre tematiche dell'album, sottolineando inoltre in maniera esplicita la serietà del suo rapporto con la musica.

## Video musicale
Il videoclip è stato diretto da Mirko de Angelis ed è stato pubblicato il 16 luglio 2013 attraverso il canale YouTube Machete Tv.

## Tracce
1. Back Again – 3:04

## Formazione
- Nitro – voce
- DJ Shocca – scratch, produzione, missaggio beat
- Luca "The Night Skinny" Pace – registrazione, mastering